# Juan Villar Prado
Juan Enrique del Villar Prado; político y abogado chileno. Nació en Concepción, en 1811. Falleció en Santiago, el 22 de septiembre de 1878. Hijo de don José Antonio del Villar Fontecilla y doña Josefa Prado Montaner. 
Estudió en el Liceo de Concepción, y se trasladó luego al Instituto Nacional de Santiago, donde se graduó de abogado en 1840. Ingresó entonces al Partido Liberal, siendo un importante opositor de la República Conservadora.
Participó en la redacción de dos periódicos capitalinos, opositores al gobierno de Manuel Bulnes. En 1851 apoyó la candidatura presidencial de José María de la Cruz Prieto, quien fue vencido por Manuel Montt, a raíz de una guerra civil, fue perseguido y debió marchar nuevamente al sur, Concepción, que era el bastión del caudillo liberal De la Cruz.
Elegido Diputado por Itata en 1852, reelegido en 1855. Fue elegido por Constitución en 1858. Integró en estos períodos legislativos la Comisión permanente de Negocios Eclesiásticos y Calificadora de Peticiones.